# Дезіре Носбуш
Дезіре Носбуш також Дезіре Беккер (нар. 14 січня 1965 року) — люксембурзька провідна телеведуча і актриса. Народилася в Еш-сюр-Альзетті, Люксембург, у родині батька з Люксембурга та матері з Італії. У 1980-х жила на Манхеттені, а з 1990-х по 2008 рік — у Лос-Анджелесі, штат Каліфорнія.

## Біографія
Носбуш говорить люксембурзькою, німецькою, французькою, італійською та англійською мовами. З середини підліткового віку вона знімалася у французькомовних та німецькомовних фільмах та телевізійних постановках. Вона була членом молодіжної драматичної групи Ліцею Губерта Клемента з Еш-сюр-Альзетт (Люксембург) і виступала в деяких телевізійних міні-серіалах на італійській мові. Вона була ведучою пісенного конкурсу Євробачення 1984 року в Люксембурзі та провела дитячу версію ігрового шоу Ruck Zuck під назвою «Kinder Ruck Zuck».
Носбуш також співачка. У 1984 році вона співала в дуеті з австрійським співаком Фалько «Kann es Liebe sein?».

## Вибрана фільмографія
- Nach Mitternacht (1981, режисер Вольф Гремм)
- Der Fan (1982, режисер Екхарт Шмідт)
- Сінг сінг (1983, режисер Серджо Корбуччі)
- Questo e Quello (1983, режисер Серджо Корбуччі)
- Доброго ранку, Вавилон (1987, режисери Паоло та Вітторіо Тавіані)
- А. Д.А. М. (1988, режисер Герберт Баллманн)
- A Wopbopaloobop A Lopbamboom (1989, режисер Енді Бауш)
- Жан Гальмо, авантюрист (1990, режисер Alain Maline)
- La Femme fardée (1990, режисер Хосе Пінейро)
- Felipe ha gli occhi azzurri (телесеріал) (1991, режисер Gianfranco Albano і Феліче Фаріна)
- Ex und hopp — Ein böses Spiel um Liebe, Geld und Bier (телевізійний фільм) (1991, режисер Енді Бауш)
- Piazza di Spagna (телесеріал) (1993, режисер Флорестано Ванчіні)
- Opernball (телефільм) (1998, режисер Урс Еггер)
- Amico mio (серіал) (1998, режисер Паоло Поеті)
- Заражений (2000, режисер Ентоні Хікокс)
- Вибухівка (2001, режисер Тімоті Бонд)
- Feindliche Übernahme — althan.com (2001, режисер Карл Шенкель)
- Avalanche (телевізійний фільм) (2008, режисер Йорг Лудорф)
- De Superjhemp retörns (2018, режисер Фелікс Кох)
- Погані банки (серіал) (2018—2020)
- Capitani (серіал) (2019)